# José Escolar García
José Escolar García (Vallelado, Segovia, 1914 - Zaragoza, 1998) fue un médico y anatomista español del siglo XX.

## Biografía científica
Se formó inicialmente como anatomista junto a Gumersindo Sánchez Guisande (1894-1936) en la Universidad de Zaragoza. Pensionado para completar sus estudios junto a Henri Rouvière en París, tuvo que regresar a su país a causa del estallido de la Guerra Civil. Tras el conflicto, consiguió una de las escasas becas del CSIC de los años 40 y se incorporó al Instituto de Neurología que dirigía Juan José Barcia Goyanes (1901-2003) en Valencia.
Tras estos inicios, consigue una de las dos cátedras de Anatomía Granada. Desde allí, viaja hasta Chicago en 1946, donde descubre la neuroanatomía funcional y las aplicaciones morfofuncionales del aparato de Horsley-Clarke. La siguiente década, sus viajes internacionales los dedicó a la República Federal de Alemania, donde trabó relaciones muy importantes con el neurocientífico Hugo Spatz (1888-1969) y su equipo.
Escolar y su equipo realizaron numerosos avances en el conocimiento de la anatomía del sistema neuroendocrino y en la docencia anatómica.

## Escuela anatómica
Creó una escuela, establecida sobre unas líneas de investigación comunes y un método docente compartido. Sus discípulos, consiguieron numerosas cátedras a lo largo del país, consiguiendo una gran extensión geográfica, sólo comparable para estos años con la de la escuela de Francisco Orts Llorca (1905-1993).
Sus principales discípulos con dedicación anatómica fueron:
- Pedro Amat Muñoz (1928-2011), catedrático en Salamanca.
- Elvira Ferrés Torres (n. 1933), catedrática en la Universidad de Valencia.
- Juan Jiménez-Castellanos y Calvo Rubio (1923-2009), catedrático en la Universidad de Salamanca y en la Universidad de Sevilla.
- Fernando Reinoso Suárez (1927-2019). Catedrático en Salamanca, Granada, Navarra y, finalmente en la Autónoma de Madrid.
- René Sarrat Torreguitart (1937-2012), catedrático en Bilbao.
- José María Smith Agreda (n. 1932), catedrático en La Laguna y posteriormente en Málaga.
- Víctor Smith Agreda (1928-2021), catedrático en Valencia.
- Santiago Rodríguez Garcia (1938-2020), catedrático en Málaga, Soria y Valladolid.
- Francisco Doñate Oliver (1948), catedrático en Bilbao.
- Arturo Vera Gil (n. 1947), catedrático en Zaragoza.